# 拱頂

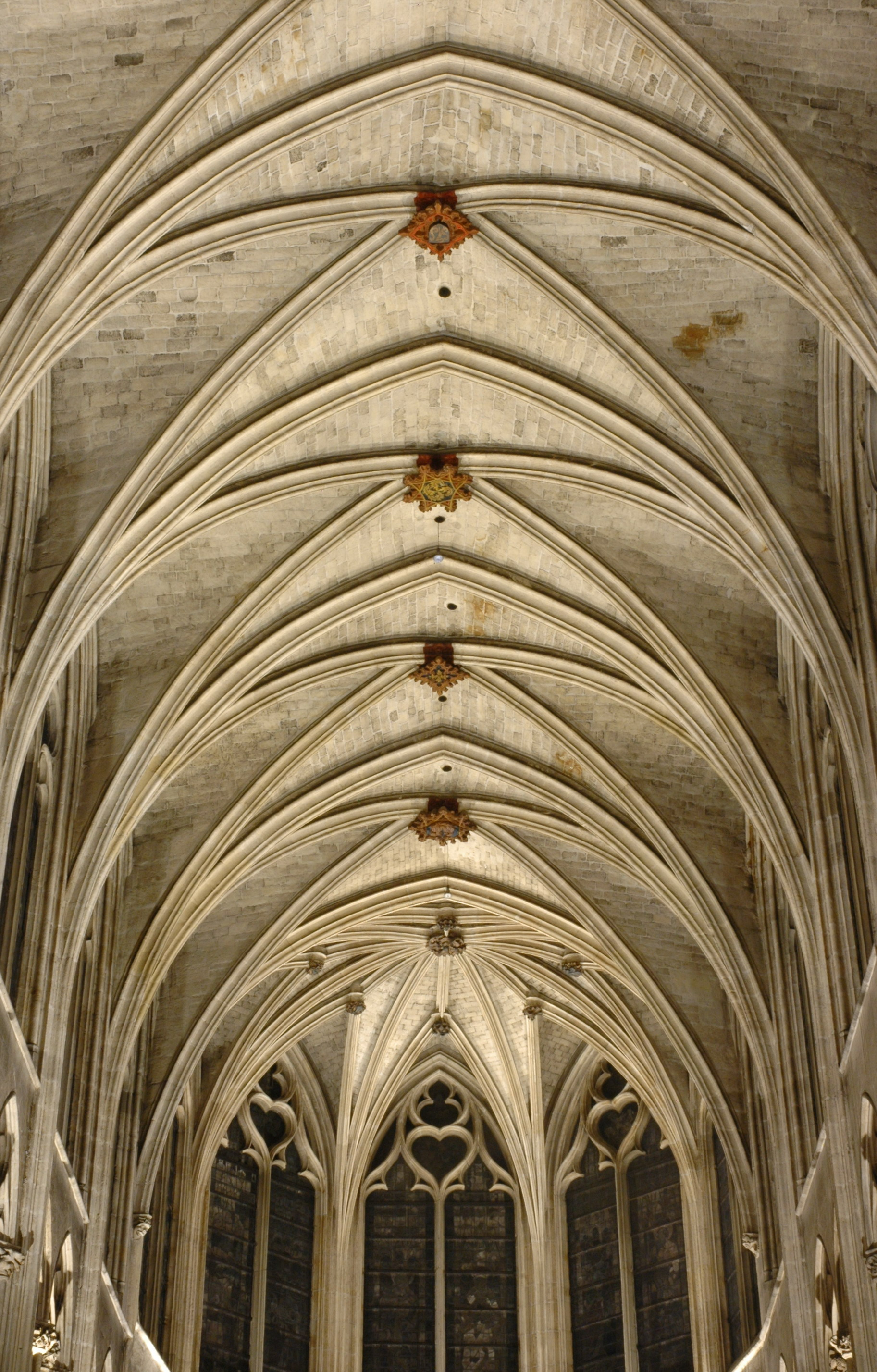
巴黎聖塞味利教堂的拱頂

拱頂（英語：vault）是一個建築學用语，指平行的多個拱形製造出的天花板樣式，用於提供天花板的或屋頂的空間。英語中的拱頂（vault）一詞來自於法語，而法語中的拱頂一詞則來自於義大利語。拱頂的部分施加橫向推力，需要反方向的阻力。 當在地面上建造拱頂時，地面會提供所需的所有的阻力。 然而，當拱頂在地上空中被建造時，採用各種替換方式來提供所需的阻力。 一個例子是在桶形或連續拱頂的情況下使用的較厚的牆壁。 當使用相交的拱頂時，扶壁被用於提供阻力。
最簡單的拱頂是桶形拱頂（也稱為隧道拱頂），其形狀通常為半圓形。 桶形拱頂是連續拱形，長度大於其直徑。 在建造拱時，需要臨時支撐，同時構造分塊拱環並將環放置在適當位置。 直到最重要的拱顶石（又名拱心石）被定位，拱頂仍不是自我支持的。在容易獲得木材的情況下，這種臨時支撐是通過由具有半圓形或扇形頭部的木框架桁架組成的中心來提供的，該桁架支撐著拱心石直到整個拱形環完成。 有了一个桶形拱頂，然後可以移動定心以支撐下一個環。
拱頂這種建築形式在羅馬帝國時期得到發展，廣泛出現在中世紀時期的教堂建築當中。

## 外部連結
- （英文）Documentation on Arches, Domes and Vaults on the Auroville Earth Institute website （页面存档备份，存于）